# Mauricio Claver-Carone
Mauricio Claver-Carone (1975) es un abogado, inversor y cabildero estadounidense que se desempeña como enviado especial del Departamento de Estado de los Estados Unidos para la región de América Latina, desde el 20 de enero de 2025, durante la segunda presidencia de Donald Trump.
Ocupó cargos durante la primera presidencia de Donald Trump, desempeñándose como funcionario del Consejo de Seguridad Nacional en la Casa Blanca y en el Departamento del Tesoro. Fue el primer presidente estadounidense del Banco Interamericano de Desarrollo (BID), desde octubre del 2020 hasta septiembre de 2022.
Con una postura belicista en la política exterior, ha hecho lobby para adoptar políticas duras contra Venezuela y Cuba.

## Primeros años y formación académica
Claver-Carone nació en Miami, Florida en 1975 y proviene de una familia de origen español y cubano. Obtuvo su título de grado en el Rollins College, un doctorado en Derecho en la Universidad Católica de América y una maestría en Derecho Internacional y Comparado en el Centro de Derecho de la Universidad de Georgetown.

## Trayectoria profesional

### Inicio
Claver-Corone inició su carrera como asesor legal para la Oficina del Contralor del Departamento del Tesoro de los Estados Unidos, donde brindó asesoramiento sobre leyes bancarias, requerimientos de capital y titularizaciones. También, fue profesor auxiliar clínico en la Facultad de Derecho de la Universidad Católica de América, profesor adjunto en el Centro Nacional de Derecho de la Universidad George Washington y profesor investigador en el Centro de Derecho para las Américas de la Universidad de Georgetown.

### Banco Interamericano de Desarrollo
En junio del 2020, el Departamento del Tesoro de los Estados Unidos anunció su intención de nominar a Claver-Carone como presidente del Banco Interamericano de Desarrollo, la principal fuente de financiamiento a largo plazo para el desarrollo económico, social e institucional en América Latina y el Caribe.
Su nominación generó diversas reacciones entre los países miembros del Banco, ya que históricamente la presidencia de la institución había estado reservada para un ciudadano de uno de sus países miembros prestatarios.
Fue elegido por el Directorio Ejecutivo del BID el 12 de septiembre del 2020 para un período de cinco años, que comenzó el 1.o de octubre del 2020. Votaron por él 30 de los 48 gobernadores del Banco (67% de los accionistas), incluidos 23 de los 28 gobernadores regionales.
Como presidente, es responsable de las operaciones del Grupo BID, compuesto por el BID, que trabaja con los Gobiernos de la región; BID Invest, que colabora con el sector privado de la región, y BID Lab, una incubadora de proyectos innovadores de desarrollo.
Claver-Carone está liderando una respuesta continua a los impactos inmediatos del COVID-19 en la región, lo que incluye US$1.000 millones en apoyo de la compra y los planes de distribución de vacunas de los países prestatarios, y una garantía pionera a fin de ayudarlos a competir mejor para obtenerlas. Asimismo, encabezó la implementación de la Visión 2025, el plan del Banco para impulsar la recuperación de la región y acelerar el crecimiento sostenible e inclusivo. Esta estrategia fue aprobada por la Asamblea de Gobernadores en marzo del 2021 e identifica cinco áreas claves para el desarrollo que guiarán los esfuerzos del Banco: integración y nearshoring; digitalización; apoyo a las pequeñas empresas; igualdad de género, y cambio climático.
Claver-Carone también ha destacado el rol del sector privado para impulsar la recuperación y el crecimiento de la región, y ha establecido una coalición de más de 120 ejecutivos empresariales globales. Esta iniciativa ha obtenido apoyo bipartidista en el Congreso de los Estados Unidos.
Asimismo, Claver-Carone está llevando a cabo un proyecto de reforma y modernización dentro del BID, con el objetivo de aumentar la eficiencia operativa, la productividad y la transparencia para permitir mejores resultados, impacto y monitoreo.
En septiembre de 2022 fue destituido de su cargo por violaciones al código ético de la institución, al mantener una relación sentimental con una empleada del banco, a la que habría dispensado un trato de favor con dos aumentos salariales. Posteriormente, la máxima autoridad del BID, integrada por ministros de Finanzas de sus 48 países miembros, decidió de forma unánime cesarle en una votación electrónica.

### Cargos gubernamentales y rol en el FMI
Del 2017 al 2018, Claver-Carone fue asesor senior de Asuntos Internacionales en el Departamento del Tesoro de los Estados Unidos, donde fue asesor principal de políticas para el Secretario del Tesoro y el Subsecretario de Relaciones Internacionales sobre temas geopolíticos, económicos y de seguridad nacional. 
Más adelante, fue director ejecutivo en el Fondo Monetario Internacional (FMI), representando a los Estados Unidos en el Directorio Ejecutivo. Desempeñó un importante papel en los acuerdos de financiamiento para Argentina, Barbados y Ecuador, y las líneas de crédito renovables para Colombia y México. 
En septiembre del 2018, Claver-Carone fue nombrado asistente especial del presidente de los Estados Unidos, Donald Trump, y Director Senior de Asuntos del Hemisferio Occidental en el Consejo de Seguridad Nacional. En el 2019, ascendió a asistente adjunto del presidente. En esa calidad, Claver-Carone es reconocido por crear la campaña de máxima presión del Gobierno de los Estados Unidos contra el régimen de Maduro en Venezuela y por conceptualizar la estrategia y los marcos de crecimiento económico de “América Crece”. Además, el presidente Trump lo eligió para representar a los Estados Unidos en las delegaciones inaugurales en Brasil, Panamá y Uruguay.
Claver-Carone también ayudó a diseñar la ley para una mejor utilización de inversiones para el desarrollo de 2018 (BUILD Act), que sentó las bases para la creación de la Corporación Financiera de Desarrollo Internacional de los Estados Unidos.
Asimismo, dirigió el primer Marco Estratégico del Hemisferio Occidental liderado por la Casa Blanca para la orientación y el desarrollo de políticas interinstitucionales de los Estados Unidos desde 2004.

### Enviado Especial en América Latina
En 2025, Donald Trump lo designó como enviado especial del Departamento de Estado para América Latina, con el objetivo de que fuese la persona que "ordenara" la región. Fue nombrado “empleado gubernamental especial”, en un puesto que las administraciones suelen utilizar para contratar asesores que prestan servicios hasta por 130 días al año, que terminó de cumplir a finales de mayo del 2025.
En una conferencia de prensa sobre el viaje del Secretario de Estado, Marco Rubio, a cinco países de Latinoamérica, Claver-Carone dijo que "Es la primera vez que un Secretario de Estado de los Estados Unidos hace su primer viaje a Latinoamérica en más de 100 años."

## Otros
Claver-Carone ha prestado testimonio congresional ante los Comités de Agricultura, de Relaciones Exteriores, del Poder Judicial y de Recursos Naturales de la Cámara de Representantes de los Estados Unidos.
Claver-Carone ha escrito en el HuffPost, The Wall Street Journal y The New York Times, entre otras publicaciones. También, ha publicado en revistas académicas, como el Georgetown Journal of International Law y el Yale Journal of International Affairs.
La revista Poder Magazine lo reconoció como uno de los 20 emprendedores, ejecutivos, líderes y artistas menores de 40 años que están formando el futuro de los Estados Unidos y el mundo.  
Claver-Carone fue presentador del programa bilingüe de política exterior "From Washington al Mundo" de la radio Sirius XM. Asimismo, es cofundador de una empresa emergente de software de procesamiento de datos.